# Oolite
Oolite — свободная компьютерная игра в жанре космического симулятора. Название образовано от английского словосочетания Object Oriented Elite, поскольку игра написана на объектно-ориентированном языке Objective-C, а источником вдохновения для её создания во многом послужила серия игр Elite (в том числе распространявшаяся вместе с первой игрой серии новелла The Dark Wheel). Исходный код Oolite распространяется по лицензии GNU GPL v2, другие ресурсы игры (графика, модели, текстуры, музыка) — по Creative Commons 3.0.

## История
В июле 2004 года Джайлс Уильямс завершил работу над Oolite для Mac OS X, однако после выпуска игра долгое время оставалась в стадии активной разработки.
После сентября вышла портированная версия для Linux, и в дальнейшем версии для этих двух платформ выходили с небольшим разрывом.
В марте 2006 года вышла версия для Windows, использующая GNUstep. Вышли также портированные версии для IRIX и FreeBSD, работающих на архитектуре Intel. В большинстве из них функциональность одна и та же, за исключением версии для Mac OS X, поддерживающего встроенные функции системы (интеграцию в iTunes, поддержку Spotlight и Growl).
27 февраля 2007 года проект перешёл под лицензию GNU GPL v2, и через некоторое время разработку продолжило сообщество. Выпущено несколько тестовых версий, в которых добавлена поддержка шейдеров и JavaScript. Последняя тестовая версия 1.75 вышла 17 февраля 2011 года.
Последней версией является 1.88, которая вышла 27 октября 2018 года.

## Игровой процесс

### Основы
Как и Elite, Oolite — однопользовательский космический симулятор с видом от первого лица и нелинейным игровым процессом. Игрок управляет космическим кораблём, способным перемещаться между близлежащими планетными системами при помощи червоточин, которые создают двигатели корабля. В каждой системе есть только одна обитаемая планета, вокруг которой обращается орбитальная станция. Игрок выбирает систему назначения по названию обитаемой планеты в этой системе. Хотя при наличии достаточного количества топлива червоточину можно создать где угодно в пределах системы, в системе назначения корабль всё равно оказывается на значительном расстоянии от станции. Следовательно, после выхода из червоточины игрок должен провести корабль через «обычный» космос к станции. При этом происходят встречи с другими кораблями, иногда переходящие в космический бой. Основное вооружение кораблей в игре — лазеры и ракеты. Большинство схваток проходит на близкой дистанции, и корабли при этом не подчиняются законам динамики Ньютона: в частности, они не обладают инерцией и не испытывают действия гравитации.

### Цели и задачи
В игре нет заранее заданных целей или задач. Единственные встроенные формы «счёта» — рейтинг (Elite rating) и деньги.
Игроки могут зарабатывать деньги, покупая товары в одной звёздной системе и перевозя их в другую системы для продажи. Можно также получить деньги за уничтожение пиратского судна или сбор бонусов. Игрок сам может стать пиратом и нападать на торговые и другие суда. Хотя за уничтожение торгового судна не начисляются премиальные деньги, при взрыве часть груза может уцелеть. Если корабль игрока оснащён специальным сборщиком, уцелевший груз можно собрать для перепродажи. При наличии необходимого оборудования можно также добывать руду и другие ископаемые на астероидах. Кроме того, можно получить определённую сумму за доставку груза или пассажира в указанное место. Заработанные деньги игрок тратит на топливо для гиперпространственных двигателей (в игре их называют «колдовские двигатели», англ. witchdrives), ремонт корабля и новое оборудование. Игрок также может приобрести взамен своего другой корабль, с другими характеристиками и возможностями.
Каждое уничтоженное игроком судно, вне зависимости от типа или класса, повышает рейтинг игрока. Рейтинг повышается в следующем порядке: «безвреден» — «преимущественно безвреден» — «смертельно опасен» — «элита» (англ. harmless — mostly harmless — deadly — elite).

### Миссии и модификации
В игре есть несколько встроенных миссий, унаследованных от Elite, в которых игроку даются определённые задания. Все эти миссии необязательны для выполнения.
С выходом многочисленных модификаций игровой процесс расширился за счёт новых миссий, оборудования, кораблей и локаций. Появилась также возможность сделать карьеру в качестве, например, курьера или наёмного убийцы.

## Модификации
За счёт прозрачной структуры игры игровые объекты и события можно легко модифицировать, даже не обладая навыками программирования. При помощи относительно простых средств можно создать OXP (Oolite eXpansion Pack). Эти игровые дополнения, будучи помещены в специальный каталог, позволяют менять сюжет игры и население игровой вселенной.
За два первых года существования игры сообществом было создано большое количество расширений. Во многих из них ощущается влияние"The Dark Wheel и классической серии Elite, хотя встречаются и элементы, привнесённые из других космических опер.

## Критические обзоры
В 2007 году журнал Macworld оценил Oolite четырьмя звёздами и премией Editors' Choice Award: «Oolite сегодня так же затягивает, как и Elite в 1984 году… Программа, составляющая ядро игры, может быть расширена новыми кораблями, миссиями и планетами — и чем закончится исследование игровой вселенной, никогда нельзя сказать заранее».
24 июля 2009 года TechRadar.com включил Oolite в число 10 лучших игр для PC, в которые стоит сыграть уже сегодня: «Oolite переняла тот же замечательный игровой процесс, но сделала его быстрее и красивей — бесплатно. Если основного пакета не хватает, то есть ещё и расширения».
Freewaregenius.com посвятил Oolite обзор в октябре 2009 года: «Отличный ремейк Elite… если вы соскучились по хорошему космическому симулятору, Oolite придётся в самый раз. Игру стоит попробовать за интересную систему космической торговли, оживлённые сражения и здоровую долю ретро-стилистики».
NAG Online оценил Oolite 85 % (в сентябре 2010): «Настоящая классика в новом воплощении: фанаты космических симуляторов обязательно должны сыграть».